# 로컬 푸드

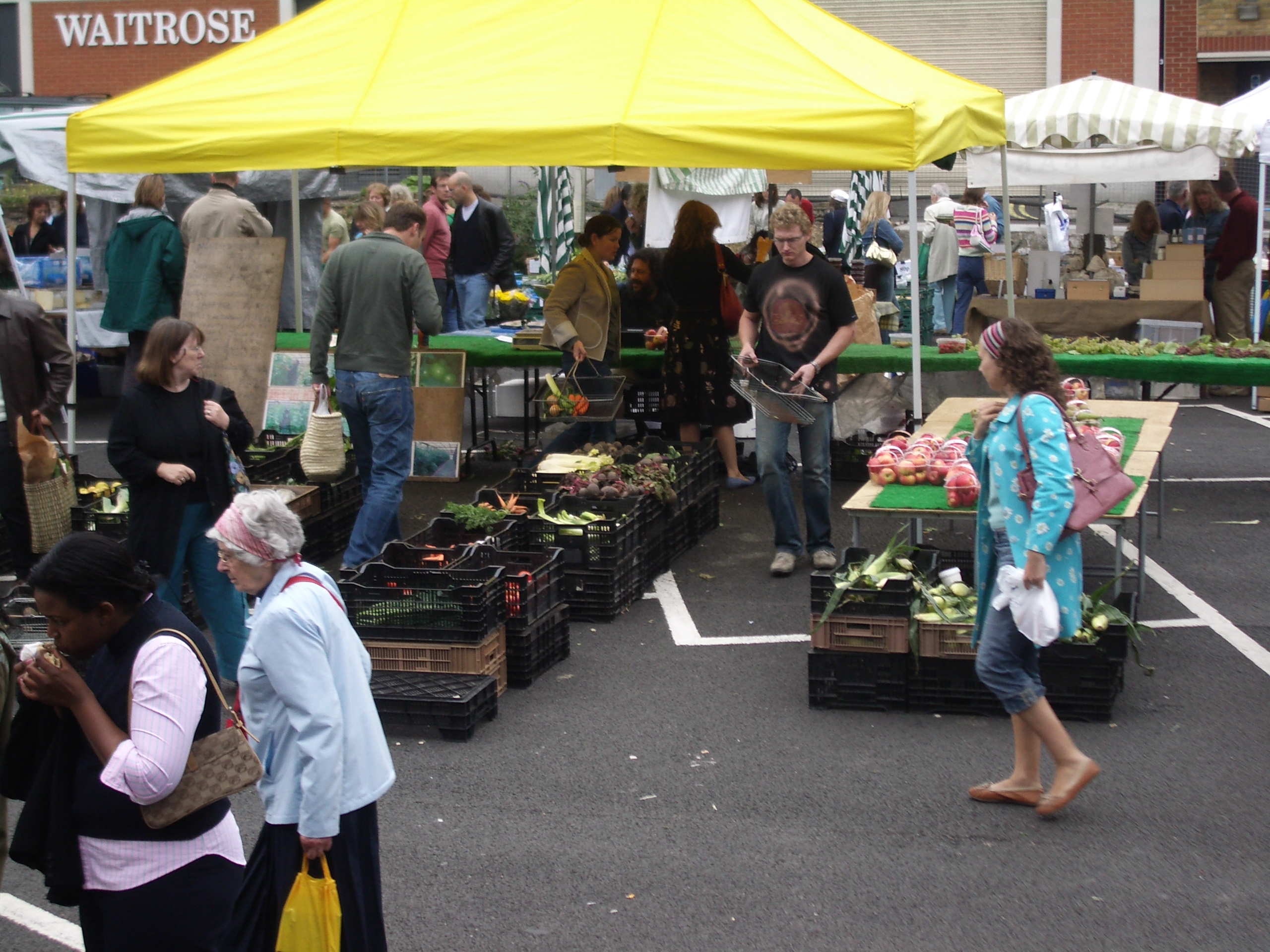

로컬 푸드는 소비되는 곳과 가까운 거리에서 생산되는 식자재, 혹은 그 식자재로 만든 음식을 말한다. 그 공급망이 기존의 대형 슈퍼마켓 시스템과 다른 것이 특징이다. 로컬 푸드 운동은 로컬 푸드를 소비함으로써 환경 보호와 생산자의 안정적인 소득 구조 창출, 소비자의 안전한 먹거리 확보로 생산자와 소비자의 신뢰성을 형성하고 지역 경제 발전 등에 기여하자는 사회적 움직임이다. 최근 대한민국 내에서도 소비자의 건강과 환경에 대한 관심이 증가하고 식품 안전에 대한 우려에 대한 인식이 높아지면서 로컬 푸드 운동을 추진하고자 하는 사례가 확산되고 있다.

## 같이 보기
- 지방제도
- 슬로 푸드
- 지속농업